# جاناتان گونزالس
جاناتان گونزالس (انگلیسی: Jonathan Gonzáles؛ زادهٔ ۳ ژوئیهٔ ۱۹۹۵) یک بازیکن فوتبال اهل اکوادور است که در پست هافبک برای باشگاه فوتبال ایندیپندنته در سری آ اکوادور بازی می‌کند.
وی همچنین در تیم ملی فوتبال اکوادور بازی کرده است و در مسابقات کوپا آمریکا ۲۰۱۵ نیز حضور داشته‌است.